# Margrethe Raben
Margrethe Raben, gift grevinde Reventlow (8. december 1726 i København – 13. december 1794 i Kiel) var en dansk adelsdame, gift med Ditlev Reventlow.
Hun var datter af Christian Frederik Raben og Berte Scheel von Plessen. 30. juni 1745 ægtede hun i Sankt Nicolai Kirke i København greve Ditlev Reventlow.
Hun blev 29. januar 1766 dame de l'union parfaite, Hun arvede Lundsgård i henhold til det af general Franz Joachim von Dewitz' enke Margrethe Levetzau oprettede testamente.
Hun er begravet i Sankt Nikolaj Kirke i Kiel.